# Midville (Royaume-Uni)
Pour les articles homonymes, voir Midville.
Midville est une paroisse civile et un village du Lincolnshire, en Angleterre.